# Ą̃
Ą̃ (minuscule : ą̃), appelé A tilde ogonek, est une lettre latine utilisée dans l’écriture du lituanien.
Il s’agit de la lettre A diacritée d’un tilde et d’un ogonek.

## Utilisation
En lituanien, le A ogonek ‹ Ą, ą › peut être combiné avec un tilde indiquant une syllabe tonique : ‹ Ą̃, ą̃ ›.

## Représentations informatiques
Le A tilde ogonek peut être représenté avec les caractères Unicode suivants : 
- composé et normalisé NFC (latin étendu A, diacritiques) :

| formes    | représentations | chaînes de caractères | points de code | descriptions                                       |
| --------- | --------------- | --------------------- | -------------- | -------------------------------------------------- |
| capitale  | Ą̃               | Ą◌̃                    | U+0104 U+0303  | lettre majuscule latine a ogonek diacritique tilde |
| minuscule | ą̃               | ą◌̃                    | U+0105 U+0303  | lettre minuscule latine a ogonek diacritique tilde |

- décomposé et normalisé NFD (latin de base, diacritiques) :

| formes    | représentations | chaînes de caractères | points de code       | descriptions                                                   |
| --------- | --------------- | --------------------- | -------------------- | -------------------------------------------------------------- |
| capitale  | Ą̃               | A◌̨◌̃                   | U+0041 U+0328 U+0303 | lettre majuscule latine a diacritique ogonek diacritique tilde |
| minuscule | ą̃               | a◌̨◌̃                   | U+0061 U+0328 U+0303 | lettre minuscule latine a diacritique ogonek diacritique tilde |